# Bijela Loza
Bijela Loza (do 1991. godine Bela Loza) je naselje u Hrvatskoj, regiji Slavoniji u Osječko-baranjskoj županiji i pripada općini Podgorač.

## Zemljopisni položaj
Bijela Loza se nalazi na 102 metra nadmorske visine u nizinu istočnohrvatske ravnice. Susjedna naselja: jugozapadno Podgorač, južno Razbojište, istočno Budimci, a sjeverozapadno Ledenik, sjeverno Andrijevac i sjeveroistočno Branimirovac naselja u susjednoj općini Koška.
Pripadajući poštanski broj je 31433 Podgorač, telefonski pozivni 031 i registarska pločica vozila NA (Našice). Površina katastarske jedinice naselja Bijela Loza je 9, 96 km·102.

## Stanovništvo
| broj stanovnika |       |       |       |       |       | 27    | 77    | 913   | 796   | 860   | 765   | 503   | 353   | 288   | 207   | 147   | 123   |
|                 | 1857. | 1869. | 1880. | 1890. | 1900. | 1910. | 1921. | 1931. | 1948. | 1953. | 1961. | 1971. | 1981. | 1991. | 2001. | 2011. | 2021. |

Iskazuje se kao dio naselja od 1910., a od 1931. kao naselje. Od 1910. do 1931. iskazivano pod imenom Rudolfovac. Prema prvim rezultatima Popisa stanovništva 2011. u Bijeloj Lozi je živjelo 154 stanovnika u 69 kućanstva.

## Sport
U naselju je do 1991. godine postojao nogometni klub Crvena zvezda.
2009. osnovan nogometni klub NK Ravnica Bijela Loza, koji se trenutno nalazi u stanju mirovanja.

## Vanjske poveznice
- Starnice općine Podgorač